# Oxydia armiaria
Oxydia armiaria är en fjärilsart som beskrevs av William Schaus. Oxydia armiaria ingår i släktet Oxydia och familjen mätare. Inga underarter finns listade i Catalogue of Life.